# Masdevallia maculata
Masdevallia maculata là một loài thực vật có hoa trong họ Lan. Loài này được Klotzsch & H.Karst. mô tả khoa học đầu tiên năm 1847.

## Hình ảnh

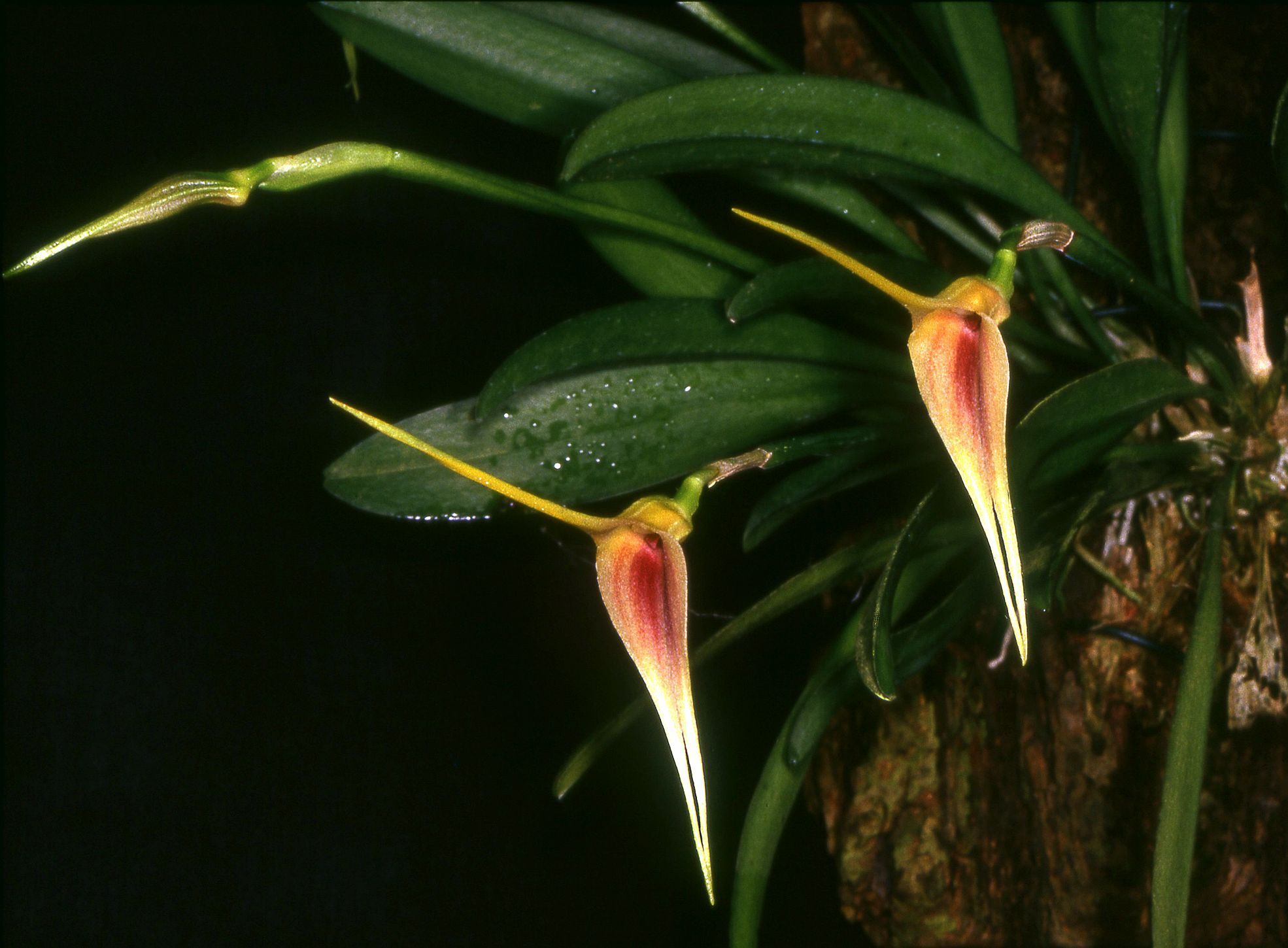
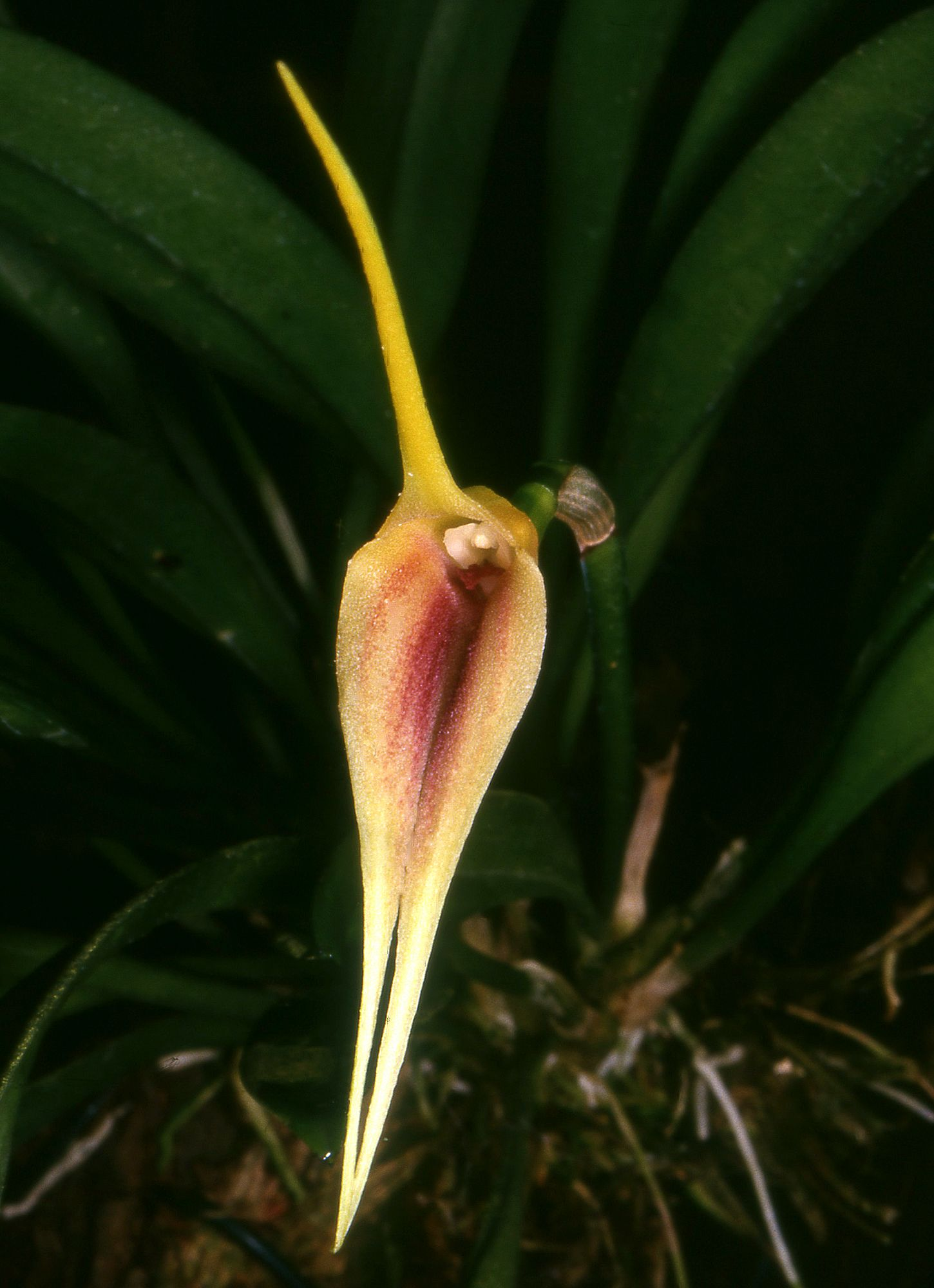
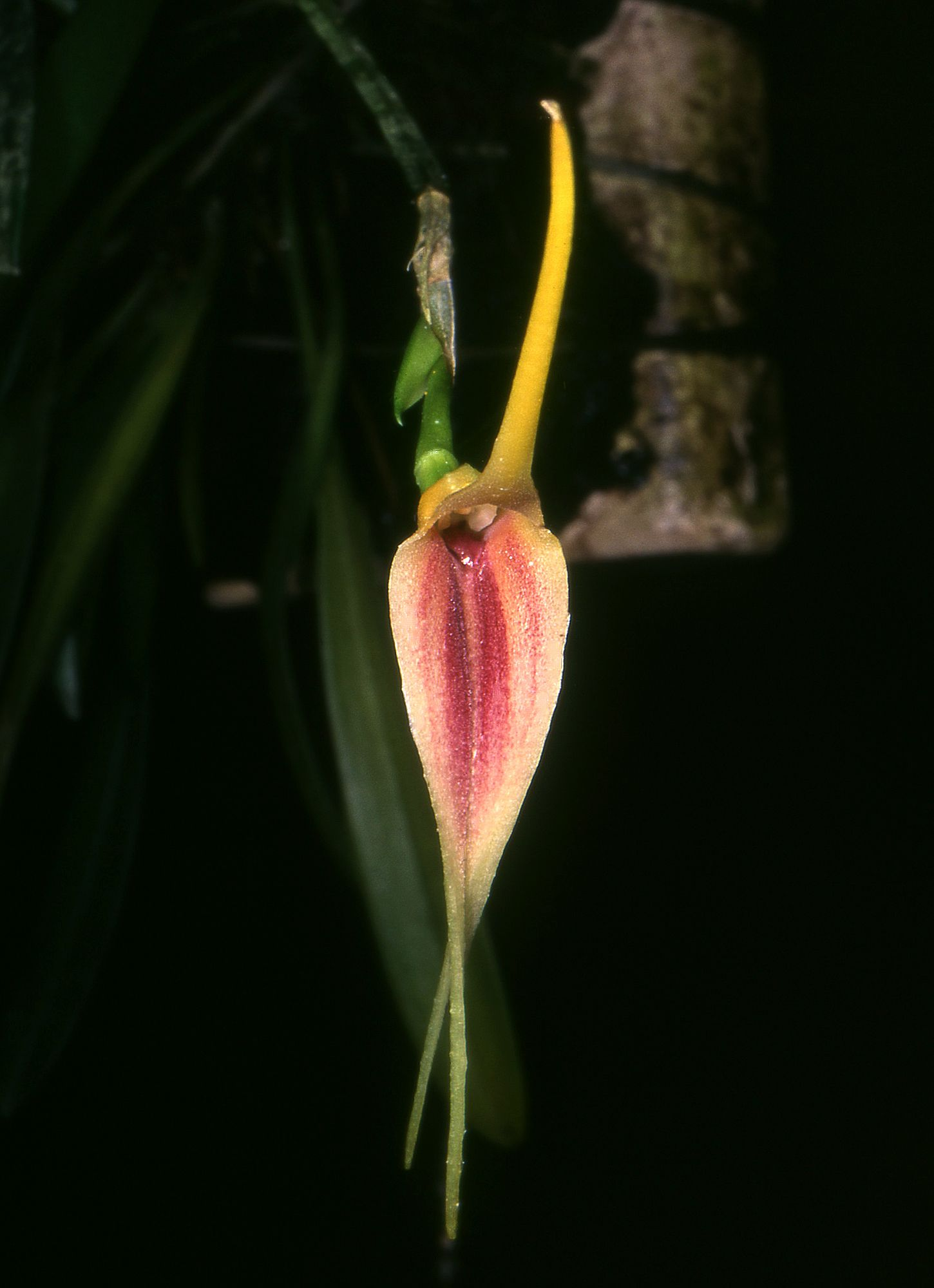
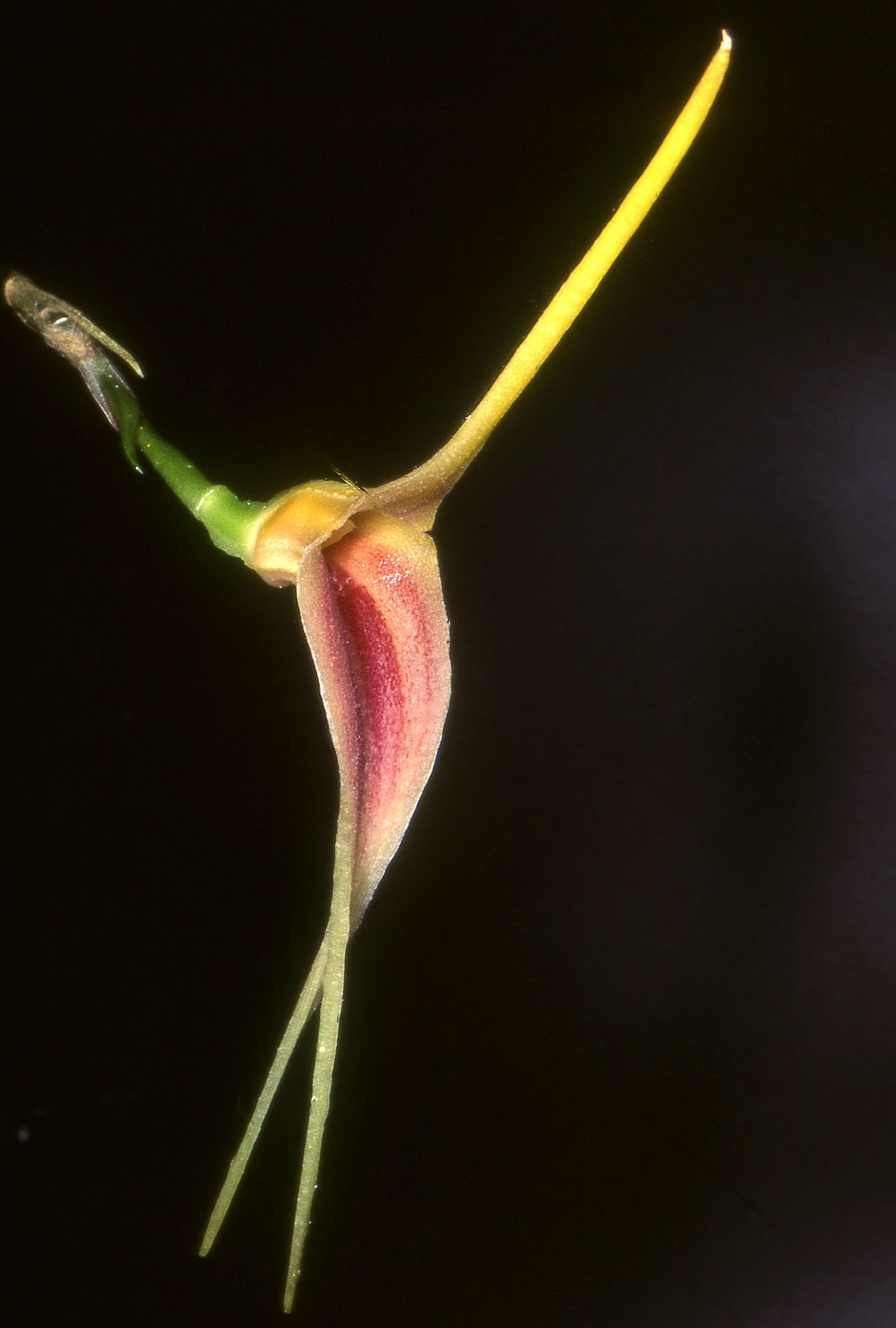